# Centro Universitário de Várzea Grande
Centro Universitário de Várzea Grande - UNIVAG é uma instituição privada que se localiza na cidade de Várzea Grande, Mato Grosso, Brasil.

## História
O Univag Centro Universitário de Várzea Grande é uma instituição particular de ensino superior, mantida pela Instituição Educacional Matogrossense – IEMAT, com sede no município de, Várzea Grande – MT. O Univag, como instituição educacional, nasceu com a implantação dos cursos de bacharelados em Administração e Ciências Contábeis, em 1989, seguida da implantação dos cursos de licenciatura em História e Geografia, quando, então, se instalava a UNIVAG - Faculdades Unidas de Várzea Grande.
A Instituição Educacional Matogrossense – IEMAT, mantenedora do UNIVAG, motivada pela expansão populacional e econômica do Estado, criou, em 1994, a Faculdade de Direito e Ciências Econômicas – FADECO, com os cursos de Direito e Ciências Econômicas e, posteriormente, a Faculdade de Ciências Exatas e Tecnologia – FACET, com o curso de Tecnologia em Processamento de Dados, as quais passam a constituir as Faculdades Integradas de Várzea Grande, devidamente credenciada no órgão próprio.
Em 1999 com autorização do MEC implanta novos cursos de Licenciatura, Pedagogia, Letras e Ciências Biológicas, além de Sistemas de Informação, Secretariado Executivo, Agronomia e Odontologia.
A partir de 2000, em consonância com o Plano de Desenvolvimento Institucional – PDI, o agora Univag Centro Universitário, credenciado pelo Decreto Presidencial, de 6 de julho de 2000 – DOU de 7 de junho de 2000, amplia sua oferta de cursos de graduação, fazendo funcionar os cursos de Comunicação Social, Marketing, Turismo e Comércio Exterior. Desta data até o presente foram implantados os cursos de Fisioterapia, Farmácia, Fonoaudiologia, Educação Física, Psicologia e, em 2004, o de Enfermagem. No ano de 2003, tem início o Programa de Educação Tecnológica, com o oferecimento de 6 cursos nas áreas profissionais de Gestão e Informática.
Em janeiro de 2011 foi noticiado que o UNIVAG vai perder sua autonomia administrativa em função de consecutivos resultados insatisfatórios nas avaliações do Ministério da Educação (MEC), o que significa que a instituição não pode mais expandir vagas ou abrir novos cursos sem autorização do MEC. De acordo com o ministro da Educação, Fernando Haddad, a medida cautelar passa a valer imediatamente. A medida terá validade até que a instituição apresente resultado satisfatório – superior ou igual a 3 – nas próximas edições do Índice Geral de Cursos (IGC). O indicador avalia uma faculdade, um centro universitário ou uma universidade a partir da qualidade de seus cursos de graduação e pós-graduação, em uma escala de 1 a 5. Os resultados 1 e 2 são considerados insatisfatórios; 3, razoável; e 4 e 5, bons. O UNIVAG recebeu por três anos seguidos um conceito inferior a 3 no IGC.

## Campus

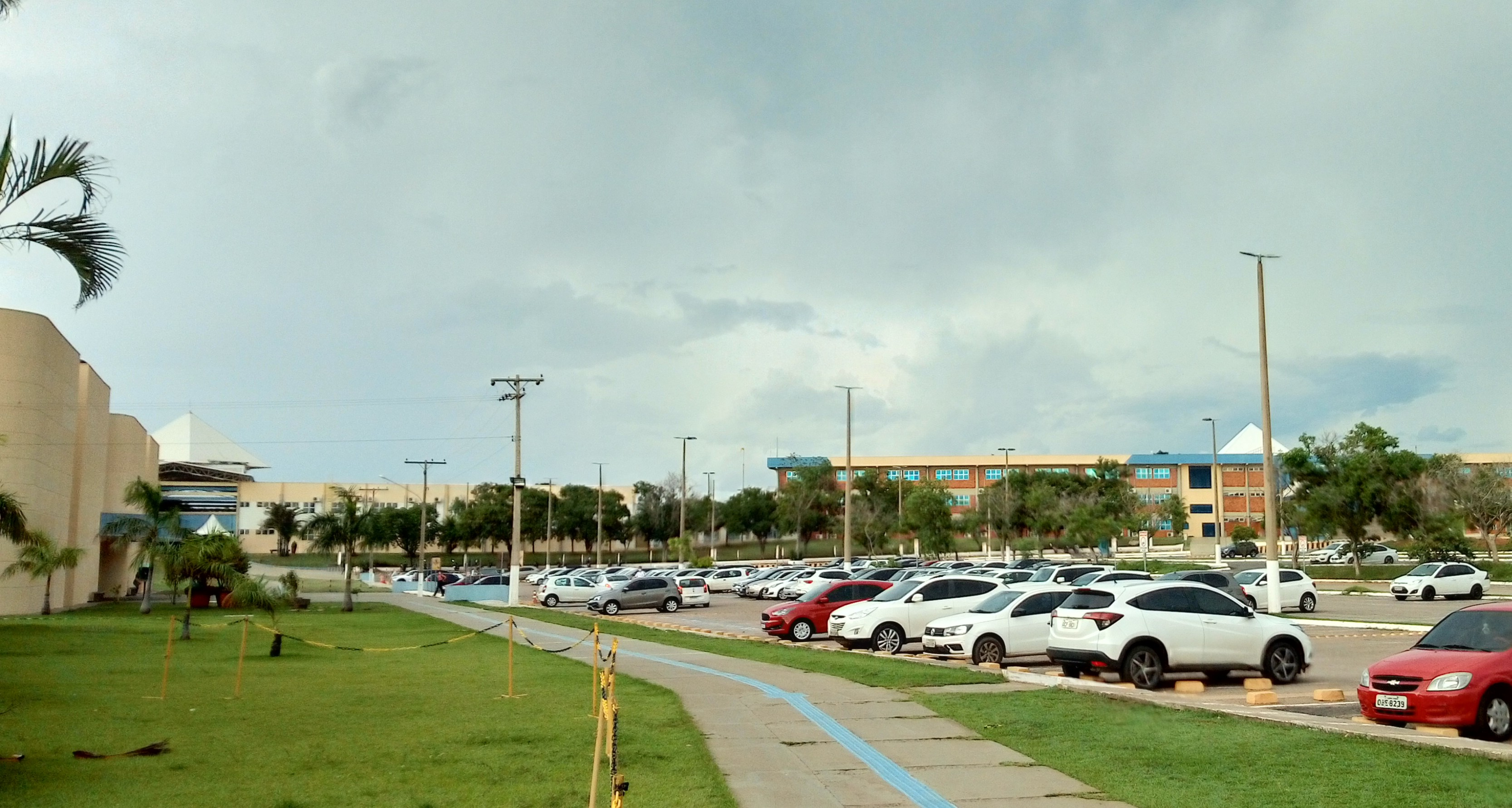
Interior do campus da Univag no bairro Cristo Rei em Várzea Grande.

Atualmente, o campus do UNIVAG tem 360.000 m² de área total e 65.000 m² de area construída, sendo considerado um dos maiores e mais modernos do estado, sendo adaptável para ser estruturado como Cidade Universitária com uma infla-estrutura divida em 4 blocos, com 100 laboratórios modernos nas áreas de saúde, agrarias, biológicas, licenciatura e de informatica, biblioteca com 100 exemplares, clínica-escola onde presta atendimento gratuito a população, um Núcleo de Práticas Jurídicas onde presta antendimento jurídico gratuito a população carente da Região Metropolitana de Cuiabá e a agência de comunicação integrada onde possibilita aos alunos de comunicação social o exercício da profissional. O Cristo Rei, bairro e distrito de Várzea Grande onde a IES está localizada, possui uma gama de infla-estrutura com Hospitais como o Hospital Metropolitano, além de supermercados, farmácias, e espaços de atividades esportivas.